# Klietz
Klietz est une commune allemande de l'arrondissement de Stendal, Land de Saxe-Anhalt.

## Géographie
Klietz se situe dans le Land Schollene, une fin de moraine fortement boisée entre l'Elbe et la Havel.
La commune comprend les quartiers de Neuermark-Lübars et Scharlibbe.
|             | Kamern      |           |
| Arneburg    | Klietz      | Schollene |
| Tangermünde | Schönhausen |           |

Klietz se trouve sur la Bundesstraße 107.

## Histoire
Klietz est mentionné pour la première fois en 1144. Le nom de lieu vient du slave, les restes d'un mur de château-fort sont conservés.
À proximité se trouve la zone d'entraînement militaire de 9 150 hectares. De 1934 à 1945, la WASAG produit des explosifs pour l'armée en exploitant des centaines de travailleurs forcés sur le site. Les usines de la compagnie sont démantelées après la guerre par l'Union Soviétique. À partir de 1948, des logements sont construits pour la Kasernierte Volkspolizei. En 1956, la zone d'entraînement revient à la Nationale Volksarmee, qui établit un centre d'entraînement pour les unités d'artillerie. Plus tard l'Institut de reconnaissance militaire de la Nationale Volksarmee (Militärische Aufklärung der Nationalen Volksarmee (de)), le département des missiles (Raketenabteilung (de) 19) et quelques installations d'entraînement y sont implantées. En 1990, la Bundeswehr s'installe dans les lieux.
En juillet 1950, les communes de Neuermark et Lübars fusionnent avec Klietz puis se séparent de Klietz pour former une commune indépendante, Neuermark-Lübars. En janvier 2010, Neuermark-Lübars fusionne avec Klietz.